# تنها نخواهم ماند
تنها نخواهم‌ماند، عنوان آلبومی از کیهان کلهر است. این اثر حاصل بداهه‌نوازی شاه‌کمان کیهان کلهر با سنتوربم علی بهرامی فرد است. این آلبوم در سال ۱۳۸۹ ضبط و در سال ۱۳۹۱ منتشر شده‌است. این اثر جزو انتزاعی‌ترین آثار کلهر است، اما با این وجود با اقبال بی‌نظیر از سوی مخاطبان روبرو شد و حتی در سال ۲۰۱۲ جزو پرفروش‌ترین آلبوم‌های سایت آیتونز قرار گرفت.

تصویر روی جلد آلبوم منتشرشده در ایران

کلهر این اثر را این گونه شرح می‌دهد:نمی‌توان گفت که دقیقاً قطعات در چه دستگاهی نواخته‌شده‌است، اما شبیه گردش‌هایی در آواز اصفهان و آواز افشاری است.

## عنوان قطعات
1. راز و نیاز با آسمان…
2. کجایی؟
3. ظهر گرم تابستان
4. سرودی برای باران
5. من به فریاد
6. چیدن ستاره
7. شکوه
8. تنها نخواهم ماند